# Richard Alfred Davenport
Richard Alfred Davenport (1777–1852) foi um escritor inglês de obras diversas.

## Vida
Davenport nasceu em Lambeth em 18 de janeiro de 1777, e começou a trabalhar como escritor em Londres desde cedo. No final da década de 1790, conheceu John Britton e Peter Lionel Courtier através de uma sociedade de debates chamada "School of Eloquence".
Davenport escreveu grandes porções de história, biografia, geografia e crítica na Annual Register de Rivington por vários anos (1792 a 1797, segundo John Britton). Ele editou, incluindo as biografias, diversos poetas britânicos para a edição em 100 volumes da Chiswick Press (1822); as biografias provinham das já existentes de Samuel Johnson, com Davenport, Samuel Weller Singer e alguns outros escrevendo as restantes. Posteriormente, realizou muito trabalho para Thomas Tegg.
Nos últimos 11 anos de sua vida, Davenport viveu em Brunswick Cottage, Park Street, Camberwell, uma casa de sua propriedade. Lá, morava e trabalhava sozinho, consumindo grandes quantidades de láudano e, ao final da vida, em condições precárias. No domingo, 25 de janeiro de 1852, um policial que passava ouviu gemidos. Ele entrou na casa à força e encontrou Davenport inconsciente, com um frasco de láudano na mão. Ele morreu antes que qualquer ajuda pudesse ser prestada. Um inquérito concluiu que sua morte foi causada por overdose acidental.

## Obras

### Biografia
Além de seu trabalho para os Poets da Chiswick Press, Davenport compilou A Dictionary of Biography (1831) e produziu uma edição de General Dictionary of Painters (1852), de Matthew Pilkington.

### Outras obras
Davenport também escreveu:
- New Elegant Extracts, 2ª série, Chiswick, 12 vols. 1823–7;
- The Commonplace Book of Epigrams, uma coleção na qual algumas peças são originais, Edimburgo, 1825.
- Sketches of Imposture, Deception, and Credulity, Londres, 1837.

Para a Murray's Family Library, Davenport contribuiu com:
- The Life of Ali Pasha of Tepeleni, Vizier of Epirus, surnamed Aslan or the Lion, 1837;
- The History of the Bastile and of its principal Captives, 1838, várias edições;
- Narratives of Peril and Suffering, 2 vols. 1840, nova edição, Nova Iorque, 1846;
- Lives of Individuals who raised themselves from Poverty to Eminence and Fortune, 1841.

Davenport traduziu muitas obras e contribuiu para a literatura periódica com artigos de biografia, poesia, crítica e outros temas. Também produziu versos. Alguns deles foram musicados por seu amigo Timothy Essex.
Entre seus trabalhos editoriais, incluem-se as obras do historiador William Robertson, com introdução biográfica (1824); a History of Greece de William Mitford (com continuação até a morte de Alexandre, 1835); e a edição de algumas obras como o Geographical, Historical, and Commercial Grammar de William Guthrie, além de The Speaker de William Enfield.

## Família
Davenport se casou em 1800; mais tarde separou-se de sua esposa, que se tornou romancista sob o nome de casada Selina Davenport. Eles tiveram duas filhas juntos; o filho Theodore Alfred Davenport não era fruto desse casamento. Elizabeth Gaskell encontrou-se com Selina Davenport em Knutsford por volta de 1850.